# Prescottia phleoides
Prescottia phleoides är en orkidéart som beskrevs av John Lindley. Prescottia phleoides ingår i släktet Prescottia och familjen orkidéer. Inga underarter finns listade i Catalogue of Life.